# 머리 (의회 구역)

머리

머리(영어: Moray, 스코틀랜드 게일어: Moireibh)는 스코틀랜드의 의회 구역으로 행정 중심지는 엘긴이며 면적은 2,238km2, 인구는 93,000명(2010년 기준), 인구 밀도는 39명/km2이다. 애버딘셔, 하일랜드와 접한다.